# Liste der Monuments historiques in Saint-Germain-de-Lusignan
Die Liste der Monuments historiques in Saint-Germain-de-Lusignan führt die Monuments historiques in der französischen Gemeinde Saint-Germain-de-Lusignan auf.

## Liste der Objekte
| Bezeichnung      | Beschreibung           | Standort                        | Kennzeichnung | Schutzstatus | Datum | Bild |
| ---------------- | ---------------------- | ------------------------------- | ------------- | ------------ | ----- | ---- |
| Taufbecken       | Stein, 18. Jahrhundert | in der Kirche St-Germain (Lage) | PM17000934    | Inscrit      | 1976  |      |
| Weihwasserbecken | Stein, 17. Jahrhundert | in der Kirche St-Germain (Lage) | PM17000935    | Inscrit      | 1976  |      |